# Емаль
Ема́ль (фр. émail, що через франкськ. *smalt сходить до прагерм. *smeltaną, пор. смальта) також скли́ця, поли́ва — склоподібний матеріал, який використовують для художнього декорування та технічної обробки виробів з металу. У мистецтві емаль використовують у техніці емалювання (склення, поливання).

## Історія
Прототипом емалювання є кольорові вставки із скла, чи дорогоцінного та напівдорогоцінного каміння, які зустрічаються уже в стародавньому Єгипті. Свого розвитку емалювання зазнало в стародавній Греції. В Україні емалювання зустрічається вже у скіфських виробах. Часто, вони виготовлялися греками на замовлення скіфів.
Можна припускати, що у слов'янську культуру техніка емалі прийшла з Візантії. Проте стародавні українські емалі були яскравіші, з характерним білим фоном, що надавав більшої інтенсивності колірній гамі. Поліхромну емаль широко використовували ювеліри Київської Русі у 11-13 ст.

## Застосування
Емаль складається із ряду солей, оксидів металів та силікатів, що при випалюванні при високій температурі (500—800 °C) формують однорідну масу, яка здатна утворювати стійкий зв'язок із металом основи.
Найпростіша емаль, яку використовують з давніх-давен, складається з суміші кременю, піску, оксиду свинцю, соди або поташу, і бури. Оксид свинцю, та поташ (або сода) є необхідними для покращення блиску емалі, кількість свинцю також визначає її твердість. Бура сприяє кращому змішуванню із окисами металів, які надають емалі різноколірного забарвлення. Бура та сода також визначають пружність емалі (бура зменшує пружність, а поташ, чи сода — збільшує). Всі компоненти повинні знаходитися у відповідному балансі щоб коефіцієнт розширення емалі був близький до коефіцієнта розширення металу основи.
Існує дві основні форми емалі — прозора та непрозора. Під час виробництва емаль спікається у склоподібну масу, яка потім подрібнюється і перетирається на дрібний порох. Розрізняють кілька типів емалі: непрозора, напівпрозора, прозора, опалесцентна.
Існує кілька різноманітних технік емалювання, які використовують у ювелірній промисловості:
- перегородчаста емаль — техніка нанесення емалі, при якій малюнок позначається тонким дротом, напаяним на пластину, а потім отвори, що утворилися, заповнюють емалями різних кольорів, і виріб випалюють.
- вітражна емаль
- художня емаль
- ліможська емаль